# Panel de control (servidor web)

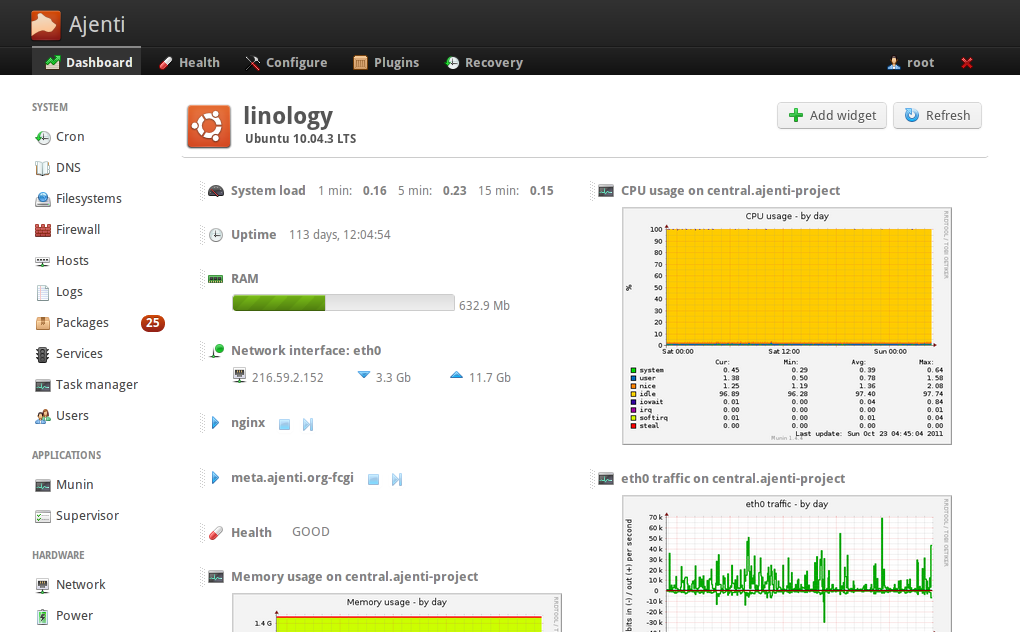
Captura de pantalla del panel de control de Ajenti Hosting.

El panel de control de un servidor web es un software que provee una interfaz gráfica para la gestión de usuarios y la administración de los servicios del servidor.
Generalmente son en sistemas operativos tipo Unix, tal como GNU/Linux y BSD, sin embargo también existen en otras plataformas como por ejemplo Windows Server.
Algunas de las funciones que contienen los paneles de control son:
- Estadísticas de visitas.
- Detalles sobre la cuota de ancho de banda utilizada.
- Administración de archivos y directorios.
- Configuración de cuentas de correo electrónico.
- Administración de bases de datos.
- Administración de cuentas de usuarios de servidores FTP.
- Acceso a los archivos de registros del servidor.
- Manejo de subdominios.